# Jakub Nedopil
Jakub Nedopil (1811 Nasobůrky – 4. nebo 8. ledna 1894 Litovel) byl rakouský a český politik z Moravy, v 2. polovině 19. století poslanec Říšské rady.

## Biografie
Pocházel z rolnické rodiny. Vystudoval gymnázium v Olomouci a pak práva na Františkově univerzitě v Olomouci. Po studiích nastoupil ve 30. letech 19. století na praxi k soudům. V roce 1839 byl jmenován asistentem a později auskultantem.
Po studiích pracoval jako vrchní správce v Uherském Hradišti a na panství Veverská Bítýška. Od roku 1856 působil ve Vídni, kde byl ředitelem statků barona Jiřího Siny. Podílel se na organizování českého spolkového života ve Vídni. Založil slovanský spolek pěvecký, Matici českou a Besedu slovanskou.
Byl i politicky činný. V zemských volbách v lednu 1867 se stal poslancem Moravského zemského sněmu. Reprezentoval kurii venkovských obcí, obvod Litovel, Uničov, Konice. Uspěl i v krátce poté vypsaných zemských volbách v březnu 1867. Poslanecký slib skládal v únoru 1867 v češtině.
Působil také jako poslanec Říšské rady (celostátního parlamentu Předlitavska), kam usedl ve volbách roku 1879 za kurii venkovských obcí na Moravě, obvod Litovel, Moravská Třebová, Zábřeh atd. Uvádí se jako český národní poslanec. Ve volebním období 1879–1885 byl zmiňován jako Jakob Nedopil, penzionovaný ředitel statku, bytem Litovel.
Patřil do Moravské národní strany (obdoba staročeské strany na Moravě). Po volbách v roce 1879 se na Říšské radě připojil k Českému klubu (jednotné parlamentní zastoupení, do kterého se sdružili staročeši, mladočeši, česká konzervativní šlechta a moravští národní poslanci).
Zemřel v lednu 1894 po krátké nemoci.